# Geena Davis
Geena Davis, nascuda Virginia Elizabeth Davis (Wareham, Massachusetts, 21 de gener de 1956), és una actriu, productora i escriptora estatunidenca guanyadora d'un Oscar i un Globus d'Or, que s'ha significat activament en la lluita contra el biaix de gènere dins i fora de la pantalla.

## Joventut
Davis va néixer a Wareham, Massachusetts, filla de Lucille, l'ajudant d'un professor, i William Davis, un enginyer civil; té un germà, Dan. De jove, estava interessada en la música. Va aprendre piano, flauta i tambor i tocava l'orgue força bé com a organista a la seva església a Wareham. Matriculada a la Universitat de New England, Davis es va graduar en teatre a la Universitat de Boston el 1979. Mentre estudiava, també treballava a temps parcial per al Media Group. Mentre era estudiant va fer un intercanvi a Sandviken, Suècia, i parla suec.

## Carrera

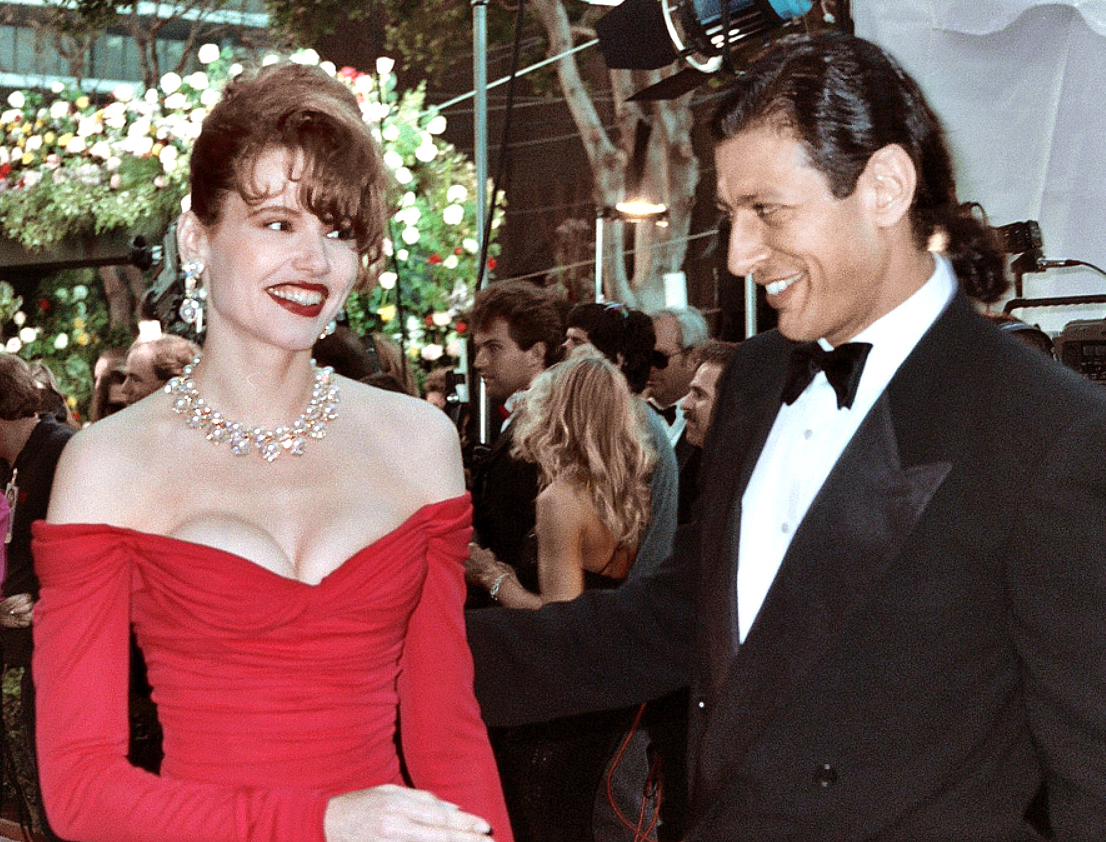
Geena Davis i Jeff Goldblum el 1990.

Després de graduar-se, va signar amb l'agència de models Zoli de Nova York i va fer de model per a la cadena d'Ann Taylor. Sydney Pollack la va escollir per protagonitzar Tootsie (1982). Va continuar amb papers a la sèrie de televisió Buffalo Bill (1983-1984), per al qual també va escriure un episodi, i Sara (1985). Davis feia la seva incursió en el cinema amb les pel·lícules The Fly i Beetlejuice. Va rebre un Oscar a la millor actriu secundària pel seu paper a El turista accidental (1988) i una nominació per a l'Oscar a la millor actriu pel seu paper a Thelma i Louise (1991). Davis va reemplaçar Debra Winger a Elles donen el cop, per la qual va rebre la nominació per al Globus d'Or a la millor actriu dramàtica. Va coprotagonitzar Hero al costat de Dustin Hoffman i Andy Garcia. Després d'això, Davis es va associar amb el seu marit, Renny Harlin, per produir les pel·lícules Cutthroat Island i Memòria letal.
Davis va protagonitzar el sitcom The Geena Davis Show (2000-2001). Al començament del 2004 va fer de germana Janet a la sitcom de la NBC  Will & Grace. Després va fer de primera dama dels Estats Units a la sèrie de TV de la ABC Commander in Chief. Per aquest paper va guanyar un Globus d'Or a la millor actriu de sèrie de televisió dramàtica el 2006, i també va ser nominada per al premi Screen Actors Guild com a actriu femenina en una Sèrie dramàtica i per al Premi Emmy.

## Vida privada
L'1 de setembre del 2001, Davis es va casar amb l'estatunidenc d'origen iranià Reza Jarrahy. Tenen tres fills: una filla, Alizeh Keshvar (2002), i dos nois bessons, Kian William Jarrahy i Kaiis Steven Jarrahy (2004). El matrimoni va ser el quart de Davis, que havia estat casada amb Richard Emmolo (25 de març de 1982 - 26 de febrer de 1983); l'actor Jeff Goldblum, amb qui va coprotagonitzar tres pel·lícules, Transylvània 6-5000,  The Fly i Earth Girls Are Easy (de 1987 a 1990); i Renny Harlin, que la dirigia a L'illa dels caps tallats i Memòria letal (de 1993 a 1998).
El 1999, Davis va ser semi-finalista de l'equip de Tir amb Arc dels Estats Units.
Davis fa 6 peus d'alçada (1,83 m) i és membre de Mensa International, la societat de les persones amb un coeficient intel·lectual (QI) de més de 140.

## Activisme feminista
Davis està al capdavant de la campanya Geena Takes Aim de la Women's Sports Foundation en suport del Títol IX, una llei per a la igualtat d'oportunitats a l'esport, ara ampliada per a prohibir la discriminació de gènere a les escoles.
El 2004, mentre veia programes de televisió per a nens i vídeos amb la seva filla, Davis s'adonà del desequilibri observable entre el nombre de personatges masculins i femenins. Llavors va patrocinar una recerca sobre el biaix de gènere en el món de l'espectacle per a nens a la Universitat del Sud de Califòrnia. L'estudi, dirigit pel Dr. Stacy Smith, mostra que hi ha gairebé tres homes per cada dona en quasi 400 pel·lícules estudiades, i això és així des dels anys quaranta del segle xx. Davis va crear aleshores L'Institut Geena Davis per a la Igualtat de Gènere als mitjans de comunicació el 2007. La primera cosa que es va proposar fou tractar d'augmentar dràsticament la presència de personatges femenins als mitjans de comunicació adreçats als nens i reduir els estereotips de dones i homes. Posteriorment ha ampliat la recerca al biaix discriminatori en la representació mediàtica per a raça, LGBTQ+, discapacitat, edat i mida corporal.
L'any 2019 va rebre un Oscar honorífic per la seva tasca a favor d'augmentar la presència de dones a la pantalla, al capdavant de l'Institut que porta el seu nom. I el mateix any també va rebre el Premi Humanitari Jean Hersholt per la feina que ha fet durant dècades contra el biaix de gènere dins i fora de la pantalla a Hollywood.

## Filmografia

### Com a actriu
- 1982: Tootsie, de Sydney Pollack
- 1983: Buffalo Bill, de Jim Drake, Ellen Falcon, Dennis Klein i Tom Patchett (sèrie TV)
- 1983: K.I.T.T. the Cat  (episodis 2-7 de la sèrie de TV).
- 1985: Secret Weapons, de Don Taylor (TV)
- 1985: Fletch, de Michael Ritchie
- 1985: Transsilvània 6-5000, de Rudy De Luca
- 1985: Sara, de Will Mackenzie (sèrie TV)
- 1986: The Fly, de David Cronenberg
- 1988: Beetlejuice, de Tim Burton
- 1988: Earth Girls Are Easy, de Julien Temple
- 1988: El turista accidental (The Accidental Tourist), de Lawrence Kasdan
- 1990: Amb la poli als talons (Quick Change), de Howard Franklin i Bill Murray
- 1991: Thelma i Louise, de Ridley Scott
- 1992: Elles donen el cop (A League of their own), de Penny Marshall
- 1992: Heroi per accident (Hero), de Stephen Frears
- 1993: Princess Scargo and the Birthday Pumpkin, d'Eric Metaxas (narratrice, voix)
- 1994: Angie, de Martha Coolidge
- 1994: Sense paraules (Speechless), de Ron Underwood
- 1995: L'illa dels caps tallats, de Renny Harlin
- 1996: Memòria letal (The Long kiss goodnight), de Renny Harlin
- 1999: Stuart Little, de Rob Minkoff
- 2000: The Geena Davis Show, de Terri Minsky (sèrie TV)
- 2002: Stuart Little 2, de Rob Minkoff
- 2004: Will & Grace, de James Burrows (sèrie TV)
- 2005: Stuart Little 3: Call of the Wild, d'Audu Paden (vídeo) (veu)
- 2006: Commander in Chief, de Rod Lurie (sèrie TV)
- 2009: Accidents Happen, d'Andrew Lancaster
- 2013: Untitled Bounty Hunter Project

### Com a productora
- 1994: Sense paraules (Speechless), de Ron Underwood
- 1996: Memòria letal (The Long kiss goodnight), de Renny Harlin
- 1996: Mistrial, de Heywood Gould (TV) (productora executiva)
- 2000: The Geena Davis Show, de Terri Minsky (sèrie TV) (co-productora executiva)

### Com a guionista
- 1983: Buffalo Bill, de Jim Drake, Ellen Falcon, Dennis Klein i Tom Patchett (sèrie TV)

## Premis i nominacions

### Premis
- 1989: Oscar a la millor actriu secundària per El turista accidental
- 2006: Globus d'Or a la millor actriu de sèrie de televisió dramàtica per Commander in Chief

### Nominacions
- 1992: Oscar a la millor actriu per Thelma i Louise
- 1992: Globus d'Or a la millor actriu dramàtica per Thelma i Louise
- 1992: BAFTA a la millor actriu per Thelma i Louise
- 1993: Globus d'Or a la millor actriu musical o còmica per A League of Their Own
- 1995: Globus d'Or a la millor actriu musical o còmica per Sense paraules
- 2006: Primetime Emmy a la millor actriu en sèrie dramàtica per Commander in Chief